# Římskokatolická farnost Pertoltice
Římskokatolická farnost Petroltice je zaniklým územním společenstvím římských katolíků v rámci kutnohorsko-poděbradského vikariátu královéhradecké diecéze.

## O farnosti

### Historie
V roce 1352 je v Pertolticích doložena plebánie. 

### Současnost
Pertoltická farnost nemá sídelního duchovního správce a je administrována ex currendo ze Zbraslavic.
| Kostel                   | Místo        | Bohoslužba                | Bohoslužba                | Poznámka        |
| ------------------------ | ------------ | ------------------------- | ------------------------- | --------------- |
| Kostel sv. Jiří          | Pertoltice   | 1. sobota v měsíci        | 17.00                     | farní kostel    |
| Kostel sv. Petra a Pavla | Slavošov     | neslouží se pravidelně    | neslouží se pravidelně    | filiální kostel |
| Kaple sv. Máří Magdaleny | Vlastějovice | sobota (mimo 1. v měsíci) | 17.00 v zimě 18.00 v létě | zámecká kaple   |